# マイケル・ウェンデン
マイケル（マイク）・ヴィンセント・ウェンデン（英: Michael ("Mike") Vincent Wenden AM MBE、1949年11月17日 - ）は、オーストラリアの競泳選手。1968年のメキシコシティオリンピックと1972年のミュンヘンオリンピックを通じて、100m自由形と200m自由形で金メダル（いずれも世界新記録）、自由形リレーで銀と銅をそれぞれ1個獲得した。オーストラリア勲章（五等勲爵士[AM]）、大英帝国勲章（五等勲爵士[MBE]）。
ニューサウスウェールズ大学から商業の学士号を取得した。2000年のシドニーオリンピックでは、開会式で五輪旗を持つ8人の旗手の一人を務めた。